# Ovčarevo
Ovčarevo – wieś w Bośni i Hercegowinie, w Federacji Bośni i Hercegowiny, w kantonie środkowobośniackim, w gminie Travnik. W 2013 roku liczyła 496 mieszkańców, z czego większość stanowili Chorwaci.